# (14976) Josefčapek
(14976) Josefčapek – planetoida z pasa głównego asteroid okrążająca Słońce w ciągu 5 lat i 196 dni w średniej odległości 3,13 j.a. Została odkryta 27 września 1997 roku w obserwatorium astronomicznym w Ondřejovie przez Petra Pravca. Nazwa planetoidy pochodzi od Josefa Čapka (1887–1945), czeskiego malarza, pisarza i poety. Przed jej nadaniem planetoida nosiła oznaczenie tymczasowe (14976) 1997 SD4.